# Atherimorpha montana
Atherimorpha montana är en tvåvingeart som beskrevs av Hardy 1927. Atherimorpha montana ingår i släktet Atherimorpha och familjen snäppflugor. Inga underarter finns listade i Catalogue of Life.